# Национален парк „Юкла“
Национален парк „Юкла“ (на английски: Eucla National Park) е национален парк в Западна Австралия, 1238 км източно от Пърт.
Областта е съставена от храстова растителност, типична за южното крайбрежие. Полските цветя, като Templetonia retusa, с характерните си червени, розови или жълти цветове, са често срещани в целия парк.
Достъпът до района е по шосето Еър, което се намира на северната граница на парка. В парка няма асфалтирани пътища, а само офроуд трасета.
Къмпингът не е разрешен в парка; най-близките места за тази цел са Юкла и Бордър Вилидж.